# Luis Bacqué
Luis Bacqué (Buenos Aires, 28 de octubre de 1977) es un reconocido ingeniero de grabación, músico y productor argentino, que ha cumplido un rol preponderante en el registro del jazz Argentino en los últimos diez años, hoy día asentado en Nueva York.
Hoy es reconocido por sus composiciones y producciones para artistas de Hip Hop como Lil Baby, Nardo Wick, Lil Durk, Coi Leray, Lecrae y Stray Kids.
Luis Bacqué también ha trabajado con músicos Latinoamericanos popularmente conocidos como Leopoldo Federico , Teresa Parodi, Julio Pane, Leopoldo , Roque Narvaja, Ricardo Montaner, Los Piojos, entre otros.

## Trabajos

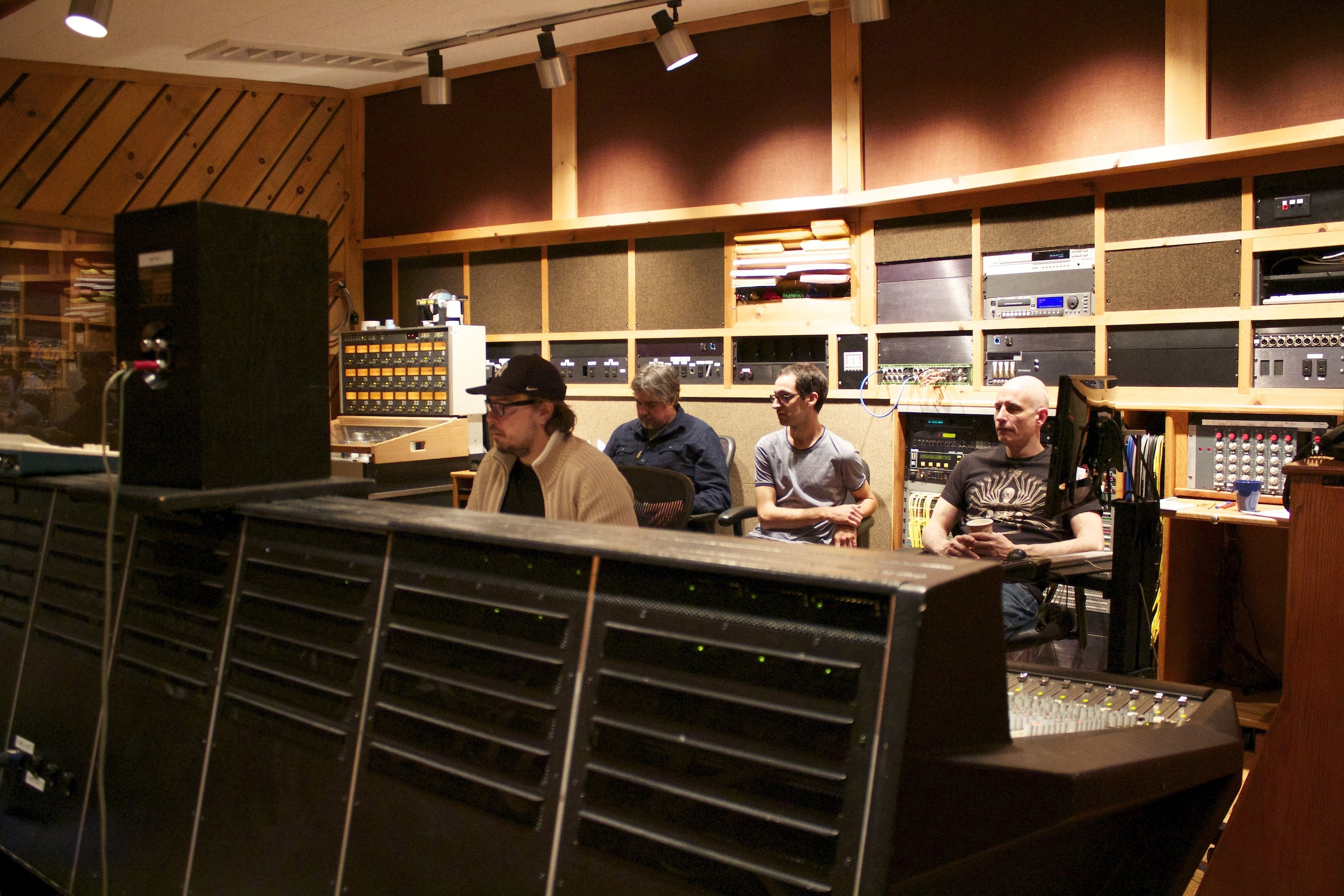
El ingeniero de sonido Luis Bacqué con el saxofonista Tony Malaby, baterista Damian Allegretti y chelista Erik Friedlander en los estudios Avatar, Nueva York.

### Trabajos Destacados
Trabajos Recientes
- Coi Leray - No Angels[3]
- Lil Baby - Detox[4]
- Lecrae - Fear Not[5]
- Nardo Wick - Wicked Freestyle[6]
- Yung Mal - B******t[7]
- Lil Durk & Chief Wuk - Ain't Hiding[8]
- Trippie Red - Goodfellas[9]
- NLE Choppa - Cold Game[10]

Sony Music
- Ernesto Jodos - El jardín seco - Ganador del premio Carlos Gardel 2008
- Ernesto Jodos - Trío - Ganador del premio Carlos Gardel 2009
- Ernesto Jodos - Carlos Casalla - La palabra kilómetros - Nominado al premio Carlos Gardel 2010
- Paula Shocron - Homenaje - Nominador al premio Carlos Gardel 2010

EMI - SJazz
- Juan Cruz de Urquiza - De este lado - Nominado al premio Carlos Gardel 2005
- Juan Cruz de Urquiza - Vigilia
- Ricardo Montaner - Las mejores canciones del mundo - Disco platino

Sunny Side / Limbo Music
- Guillermo Klein - Domador de Huellas

Bs As Jazz Festival
- Argentos Teatro Coliseo (Sonido en vivo)
- Guillermo Klein - Homenaje al Gustavo "Cuchi" Leguizamón (Sonido en vivo en el IFT)

### Trabajos premiados
- Unesco Trimarg 2004 Infantino Grupo - Productor
- Ganador "Mejor álbum de Jazz", Premio Carlos Gardel 2008
- Ganador "Mejor álbum de Jazz", Premio Carlos Gardel 2009
- Nominado "Mejor álbum de Jazz", Premio Carlos Gardel 2010

## Discografía
- Andres Hayes - Desde un Jardín
- Alan Plachta - De todas las tardes
- Alan Plachta - La fábrica de música Vol. 1
- Alan Plachta - Lúdico
- Alan Plachta - Colectivo Argentino Uruguayo
- Alan Zimmerman Trio
- Allegretti - Friedlander - Malaby
- Argentos - Vetas
- Carlos Álvarez - "Viejo Cactus"
- Carlos Álvarez - "Otro Jardin"
- Compañero Asmah - Respira
- Damian Fogiel Quinteto (Recorded w/ Pablo López Ruiz)
- Daniel Tinte - Incafonismo
- Daniel Tinte - Jazz Calchaqui
- Daniela Horovitz - Y de amor no supe nada
- Danilo Milberg - Que difícil es la vida fácil (Parcialmente grabado y mezclado con Pablo López Ruiz)
- Eduardo Elia Trio
- Elefante - Elefante
- Ernesto Jodos - "Fragmentos del mundo"
- Ernesto Jodos - "El Jardín Seco"
- Ernesto Jodos - "Trio"
- Escalandrum - Misterioso
- Escalandrum - Visiones
- Emilio Teubal - Un Montón de Notas (Mezca)
- Emilio Teubal - Música para un dragón dormido
- Ezequiel Chino Pizza - Adrenalina
- Fabian Bulloti - Música de Cañerías
- Gerardo Scaglione - Contrbajisimo
- Guillermo Klein - Domador de Huellas
- Hernán Mandelman - Amistad
- Hernán Mandelman - Detrás de esa puerta
- Hernán Merlo - Parábola
- Hill Greene Alejandro demogli Oscar Giunta - 3:30 (Grabación)
- Infantino Grupo - Silencio
- Javier Ascencio - Ciclos
- Javier Malosetti - Electrohope (Mezcla)
- Juan "Pollo" Raffo - Diatónicos Anónimos  (Grabación)
- Juan "Pollo" Raffo - Guarda que viene el tren (Grabación)
- Juan Cruz de Urquiza - De este Lado
- Juan Cruz de Urquiza - Vigilia
- Juan Cruz de Urquiza - Trias
- Juan Manuel Bayon - Trance
- Juan Pablo Arredondo - Fantasías animadas de ayer y de hoy
- Juan Pablo Hernández - La memoria de los sueños
- La Mujer Barbuda (Grabación)
- Marcelo del Paggio - Completa Luz
- Maria Eva Albistur - Mas ahora que después (Mezcla)
- Mariano Bertolini
- Mariano Loiacono - I knew it
- Mariano Otero - Desarreglos
- Mariano Otero - Rojo
- Martin López Grande - Manifiesto
- Matias Méndez - Bass Boost (Mezcla)
- Matias Mormandi (Recording)
- Monet Sabel & The Charlie Rosen Big Band
- Nicolas Chientaroli - La música está prohibida
- Pablo Valotta - Barrio Oscuro
- Pablo Valotta - Música de camradas
- Patricio Carposi - Vidrieras (Grabación)
- Paula Shocron - Homenaje
- Paula Shocron - Orquesta
- Paula Shocron Pablo Puntoriero - El Enigma
- Real Book Argentina (Grabación)
- Resistencia Chaco - Una puerta roja en algún lugar de la república checa Argentina
- Ricardo Montaner - Las Mejores Canciones del mundo
- Richard Nant - Leyenda
- RIE (Mezcla)
- Ruben Casco - Aquí voy
- Sergio Verdinelli - Sicomoro Trio (Grabación)
- Tres Bien Ensamble - Reset nena bis blem
- Underground Maffia
- Zully Goldfarb - Ciudad de nostalgias
- Zully Goldfarb - Tangos en Idish